# Paula Trickey
Paula Trickey (Amarillo, 27 marzo 1966) è un'attrice statunitense.

## Biografia
Nata ad Amarillo (Texas), è cresciuta a Tulsa (Oklahoma), dove ha frequentato la East Central High School. Durante il liceo ha cominciato a prendere parte a diverse pubblicità televisive locali e a competere nei concorsi di bellezza. Nel 1985 è stata incoronata Miss Oklahoma nel concorso All-American Teen, perdendo alle finali contro un'ancora sconosciuta Halle Berry. Dopo il diploma si trasferisce a Dallas, dove studia recitazione e ha piccoli ruoli in film locali e pubblicità. Nel 1986 si trasferisce a Los Angeles; dieci anni dopo sposa il produttore televisivo Richard Thurber, dal quale ha una figlia, McKenna. La coppia divorzia nel 2010.

## Filmografia

### Cinema
- Maniac Cop - Il poliziotto maniaco (Maniac Cop 2), regia di William Lustig (1990)
- Carnal Crimes, regia di Gregory Dark (1991) - voce
- La base (The Base), regia di Mark L. Lester (1999) - voce
- Blood Shot, regia di Dietrich Johnston (2011)

### Televisione
- Scuola di football (1st & Ten) - serie TV, episodio 5x01 (1988)
- Colombo (Columbo) - serie TV, episodio 9x02 (1990)
- Quattro donne in carriera (Designing Women) - serie TV, episodio 5x19 (1991)
- Dream On - serie TV, episodio 2x05 (1991)
- Who's the Boss? - serie TV, episodio 8x20 (1992)
- Una bionda per papà (Step by Step) - serie TV, episodio 2x07 (1992)
- Civil Wars - serie TV, episodio 2x07 (1992)
- Santa Barbara - serial TV (1992)
- Beverly Hills 90210 - serie TV, 2 episodi (1992-1993)
- Raven - serie TV, 1 episodio (1993)
- Home Free - serie TV, 1 episodio (1993)
- Trade Winds - miniserie TV (1993)
- A Kiss Goodnight, regia di Daniel Raskov - film TV (1994)
- Cobra Investigazioni (Cobra) - serie TV, 1 episodio (1994)
- Renegade - serie TV, 2 episodi (1993-1994)
- Time Trax - serie TV, 1 episodio (1994)
- Hawaii missione speciale (One West Waikiki) - serie TV, 1 episodio (1994)
- Fortune Hunter - serie TV, 1 episodio (1994)
- Due poliziotti a Palm Beach (Silk Stalkings) - serie TV, episodio 4x13 (1994)
- Baywatch - serie TV, 2 episodi (1994)
- Black Scorpion, regia di Jonathan Winfrey - film TV (1995)
- Alta marea (High Tide) - serie TV, episodio 2x04 (1995)
- I viaggiatori (Sliders) - serie TV, episodio 4x19 (1999)
- Pacific Blue - serie TV, 101 episodi (1996-2000)
- Walker Texas Ranger - serie TV, 2 episodi (2000)
- A Carol Christmas, regia di Matthew Irmas - film TV (2003)
- One Tree Hill - serie TV, episodio 1x13 1x13 (2004)
- McBride - serie TV, episodio 1x02 (2005)
- Gone But Not Forgotten, regia di Armand Mastroianni - film TV (2005)
- CSI - Scena del crimine (CSI: Crime Scene Investigation) - serie TV, episodio 6x09 (2005)
- CSI: NY - serie TV, episodio 2x15 (2006)
- Past Tense, regia di Penelope Buitenhuis - film TV (2006)
- The O.C. - serie TV, 9 episodi (2005-2007)
- 'Til Lies Do Us Part, regia di Robert Malenfant - film TV (2007)
- Howie Do It - serie TV, 3 episodi (2009)
- Ossessione pericolosa (Locked Away), regia di Doug Campbell – film TV (2010)
- The Protector - serie TV, episodio 1x12 (2011)
- Betrayed at 17, regia di Doug Campbell - film TV (2011)
- Pericolo in classe (The Cheating Pact), regia di Doug Campbell - film TV (2013)
- Sedotta da uno sconosciuto (Running Away) - film TV, regia di Brian Skiba (2017)

## Doppiatrici italiane
Nelle versioni in italiano dei suoi lavori, Paula Trickey è stata doppiata da:
- Elena Morara in CSI - Scena del crimine, CSI: NY
- Cinzia De Carolis in The O.C.